# Altaar (religie)
Een altaar (van het Latijn altus = hoog) is een tafel uit hout of steen waar rituele handelingen worden verricht, zoals het brengen van offers aan geesten en goden. Offertafel, outaar en outer zijn synoniemen voor altaar.

## Etymologie
De herkomst van het woord altaar is onzeker. Het woord werd vanuit het Latijn ingevoerd als alternatief voor inheemse (Germaanse) woorden.
Naar de laatste inzichten van onder anderen Van der Sijs is altaar waarschijnlijk niet verwant aan het Latijnse woord voor hoog (altus). In een eerdere publicatie uit 1997 werd dit nog juist wel aannemelijk geacht.
De verwantschap met "adolere" (verbranden) is waarschijnlijker, mits adolēre uit het Proto-Indo-Europese *ad-aleio is ontstaan. De uitgang -aria is dan mogelijk door dissimilatie uit -alia tot stand gekomen. De synoniemen outer en autaar zijn streektaal, en ontstonden onder invloed van een klankverandering die typisch is voor het Nederlands.

## Noordse religies van Europa
In de periode voor de kerstening, en ook nog een tijd daarna, was in de religie van de Kelten en Germanen een altaar in gebruik dat hörgr werd genoemd. Het was meestal met een boomheiligdom of nemeton verbonden, maar kon ook alleen ergens voor een bepaalde gelegenheid op een hoogte worden opgetrokken. Ook priesteressen konden de dienst voltrekken (veleta of völva).
Het altaar van Kosbach is een (tot nu toe) unieke steenzetting uit de late Hallstattcultuur (ca. 600 tot 500 v.Chr.).

## Christendom
In de Katholieke Kerk vindt men altaren in verschillende delen van de kerk, bijvoorbeeld in het koorgedeelte, waar de priester de mis opdraagt, en elders in de kerk bidaltaren voor Maria en andere heiligen. In Lutherse en Anglicaanse kerken bevindt zich meestal een of meerdere altaren. In veel andere protestantse kerken zijn geen altaren.

### Opbouw van het christelijke altaar
Het altaar staat op een predella en is soms aan de voorkant voorzien van een antependium. Op het altaar wordt een altaardwaal (mappa) gelegd. Een achterstuk of achtertafel van een altaar, meestal gebeeldhouwd of beschilderd, noemt men een retabel. Bij grote altaren kunnen deze retabels uit meerdere, uitklapbare delen bestaan (vleugelaltaar). Een bijzonder altaar, veel gebruikt in de baroktijd, is het portiekaltaar.

### Soorten altaren in een katholieke kerk
Het hoofdaltaar, meestal op het priesterkoor geplaatst en goed zichtbaar vanuit de middenbeuk van de kerk, wordt het hoogaltaar genoemd. De priester draagt hier de mis op, gericht naar het oosten. Sinds het Tweede Vaticaans Concilie (1962 - 1965) draagt de priester de mis in de meeste gevallen aan een losstaande altaartafel, die vóór het het hoofdaltaar is geplaatst (volksaltaar). Het hoofdaltaar wordt in vele gevallen gebruikt als opbergplaats voor de hosties (in het tabernakel). In meer traditionele kerken wordt het oude hoofdaltaar nog steeds gebruikt omdat er nooit een volksaltaar is geplaatst, of omdat het weer verwijderd is.
De zijaltaren, vaak gewijd aan de patroonheilige van de kerk, of aan Jozef en Maria, bevinden zich meestal in de zijbeuken. Grotere kerken en kathedralen hebben vaak een groot aantal zijkapellen, waarin zich eveneens altaren gewijd aan diverse heiligen bevinden. In het verleden was aan een altaar vaak een bepaalde broederschap of een gilde verbonden. Sommige abdijkerken, kapittelkerken of paleiskapellen bezitten een privékapel, waar alleen de abt, proost of kasteelheer toegang heeft, en waarin een privé-altaar is geplaatst.
Naast deze vaste altaren (altare fixum), meestal in kerken en kapellen, bestaan er ook huisaltaren, rustaltaren (bij processies), draag- en reisaltaren (altare viatica of itineraria).

### Gezegden
- Een meisje naar het altaar (of ten altare) geleiden (of voeren) = huwen
- Offeren op het altaar des vaderlands = gewillig voor het vaderland ten offer brengen

## Oosterse religies
Altaren komen voor in bijna alle religies. In Chinese tempels zijn vaak altaren aangebracht voor de goden en persoonlijkheden (zoals Confucius) die worden aanbeden.

## Afbeeldingen

### Antieke altaren

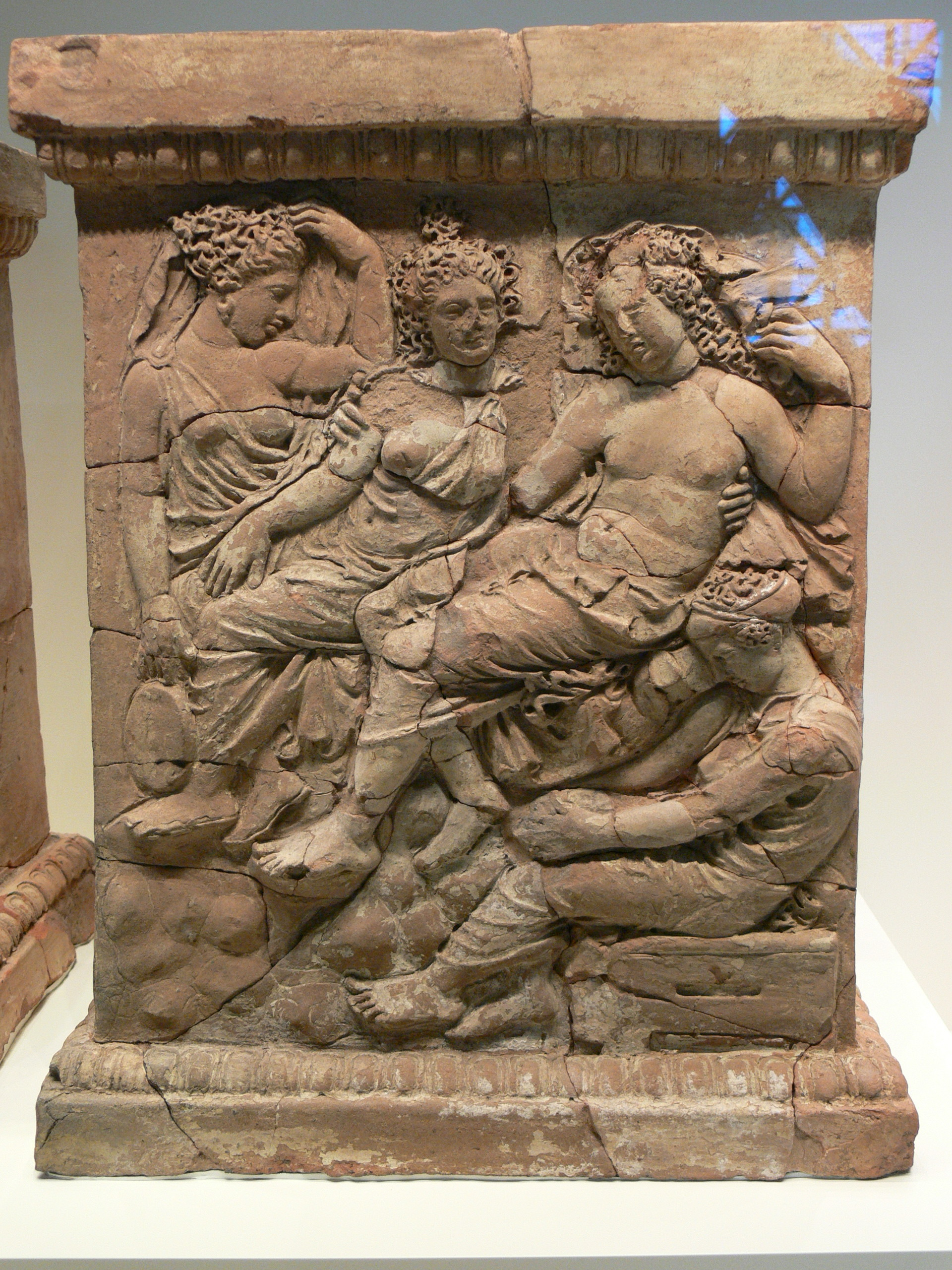
Grieks altaar, Tarente, Italië
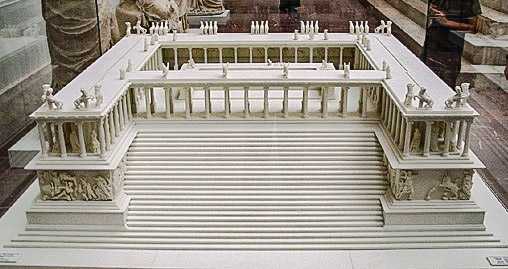
Pergamonaltaar, Berlijn
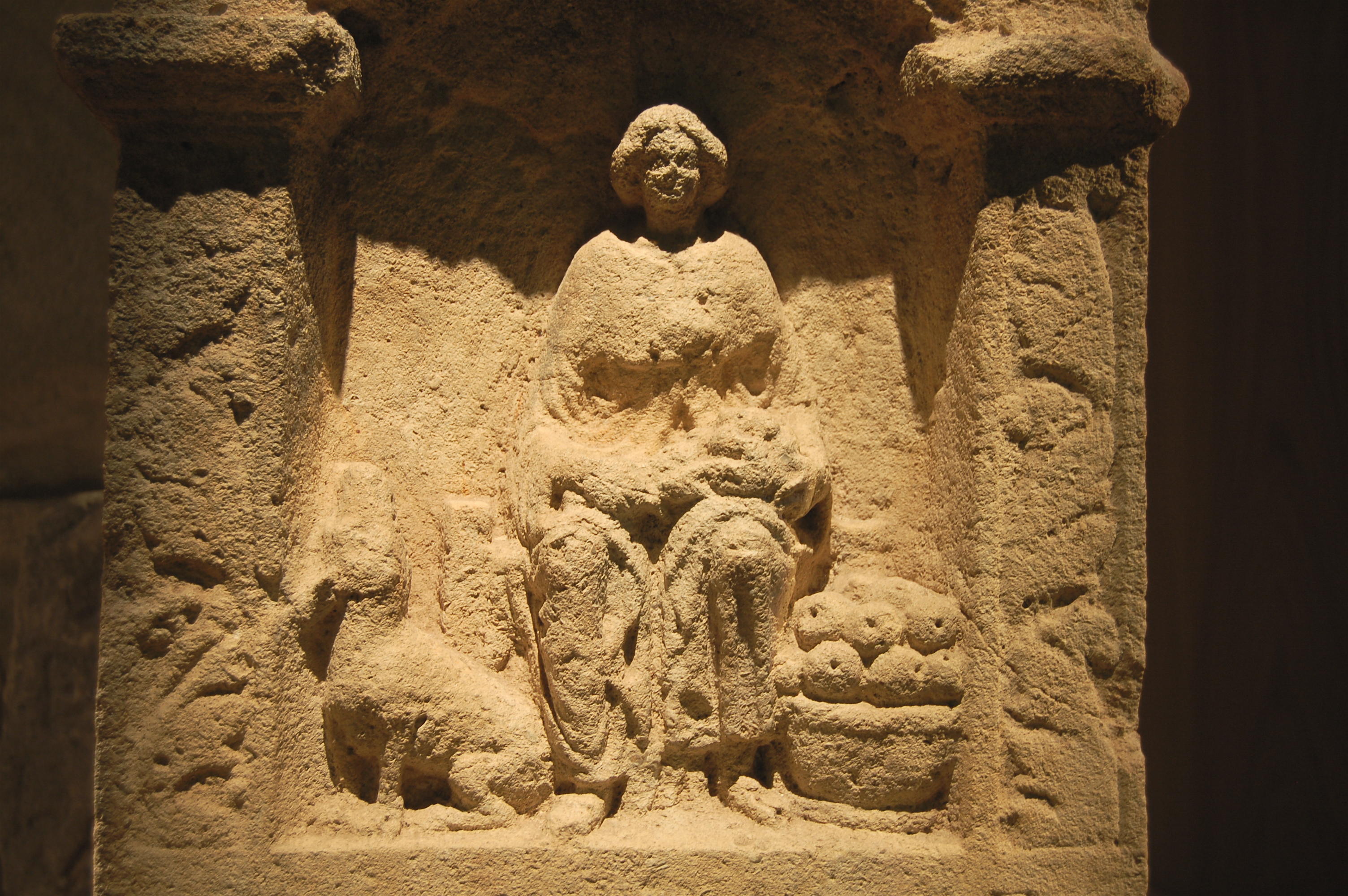
Votiefsteen aan de Godin Nehalennia (ca. 200)
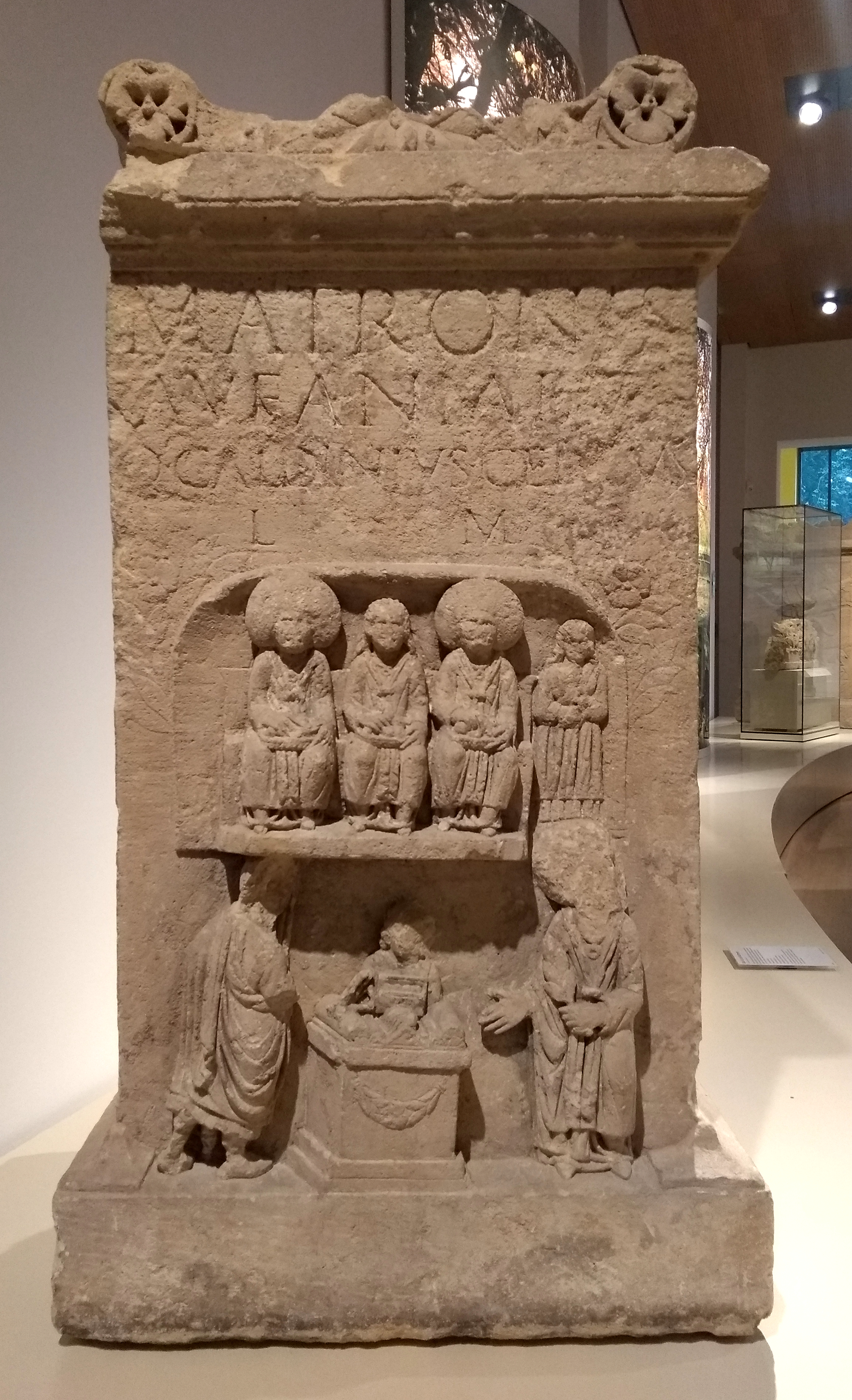
Matronae-altaar (LVR-LandesMuseum Bonn)

### Christelijke altaren

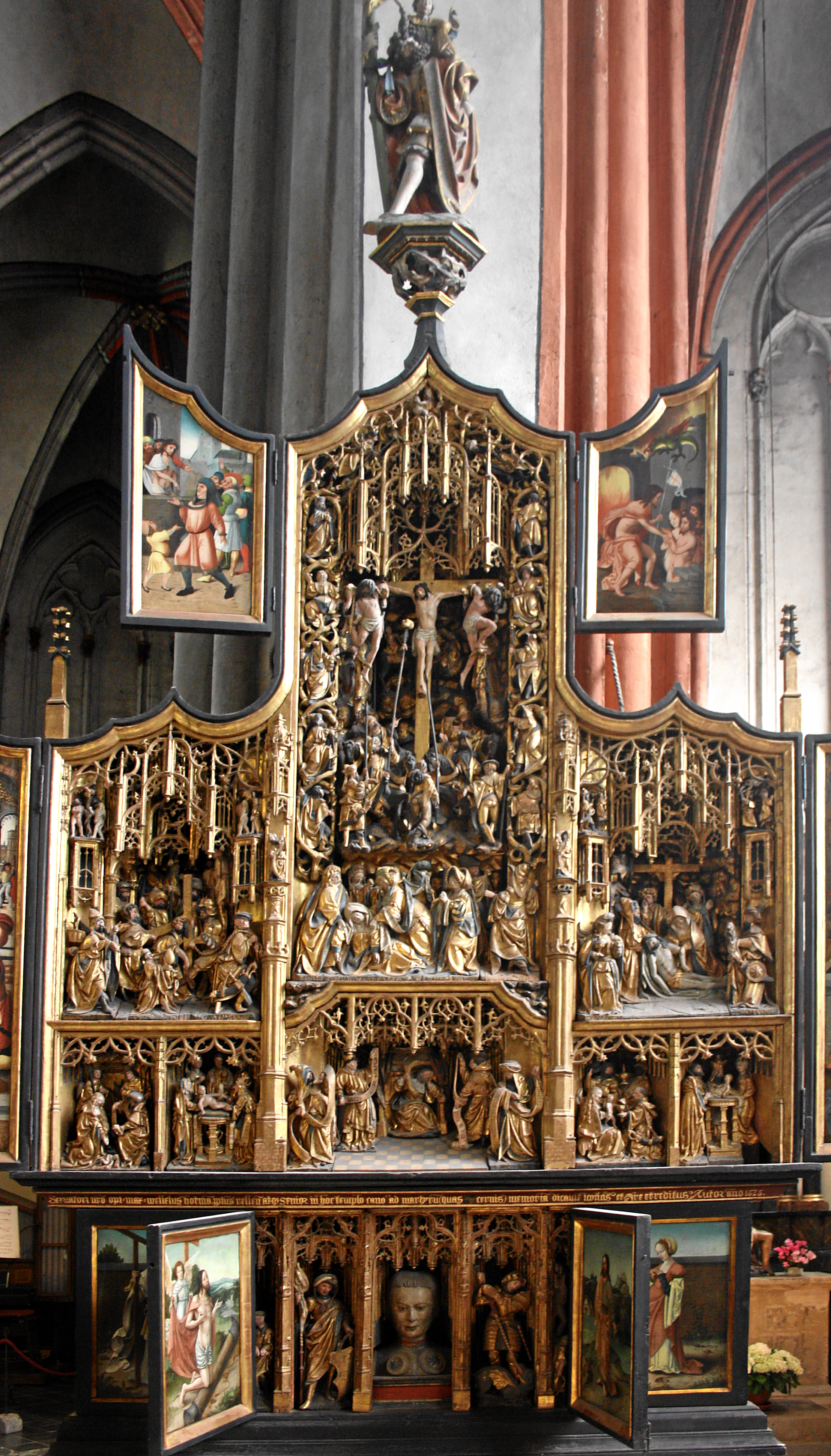
Gotisch altaar, Dom van Xanten
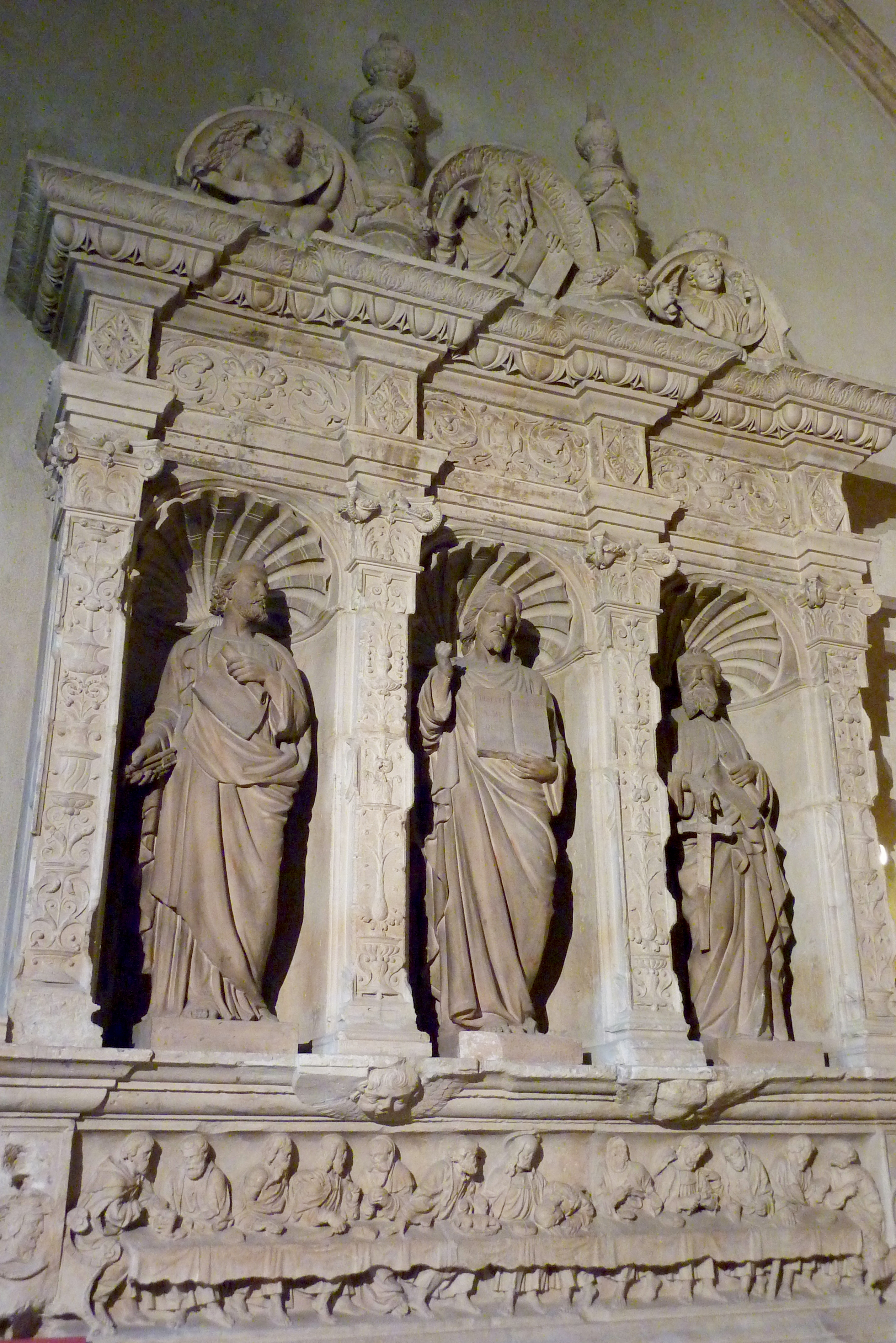
Renaissance-altaar, Avignon
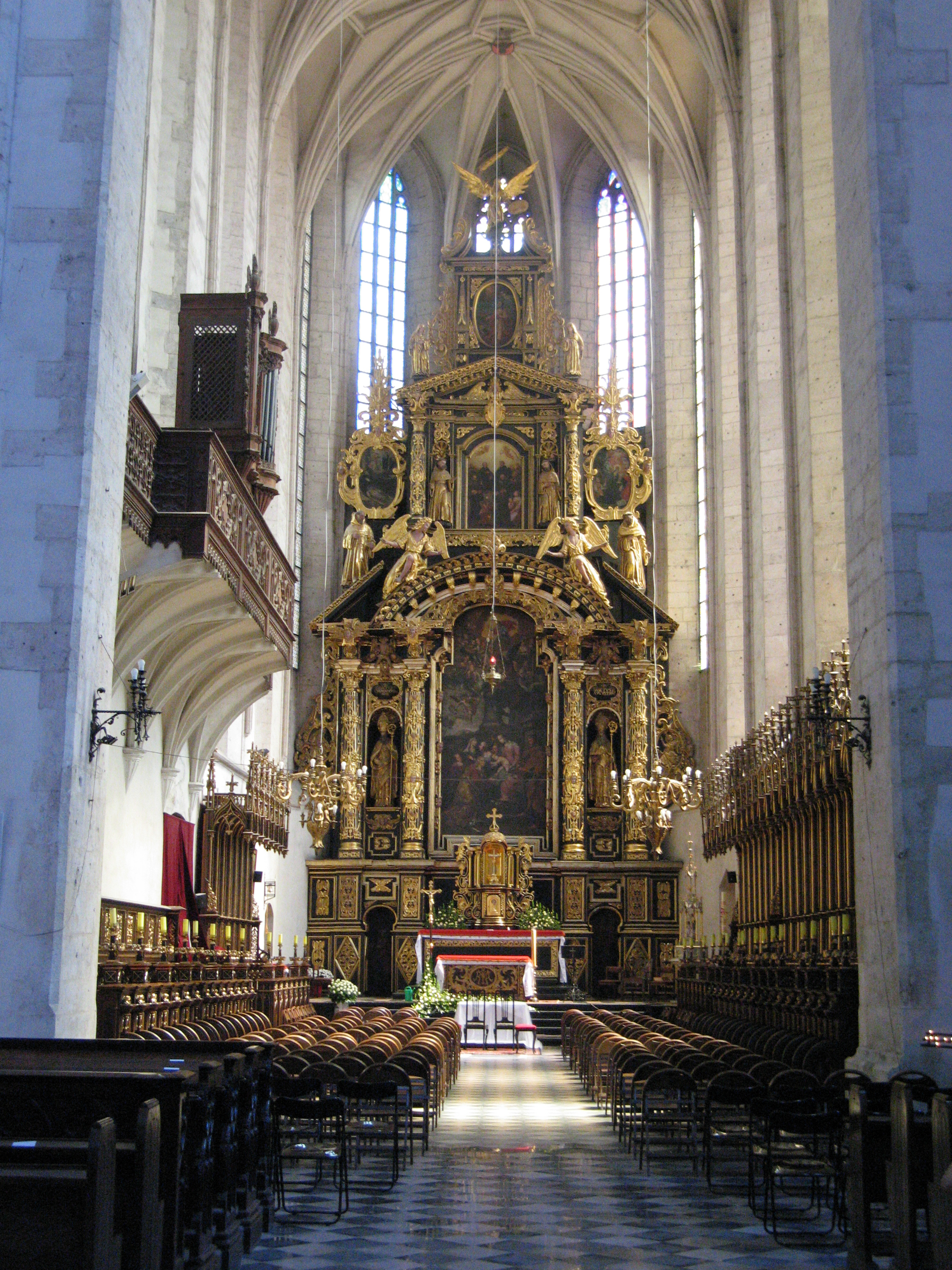
Barokaltaar, Krakau, Polen
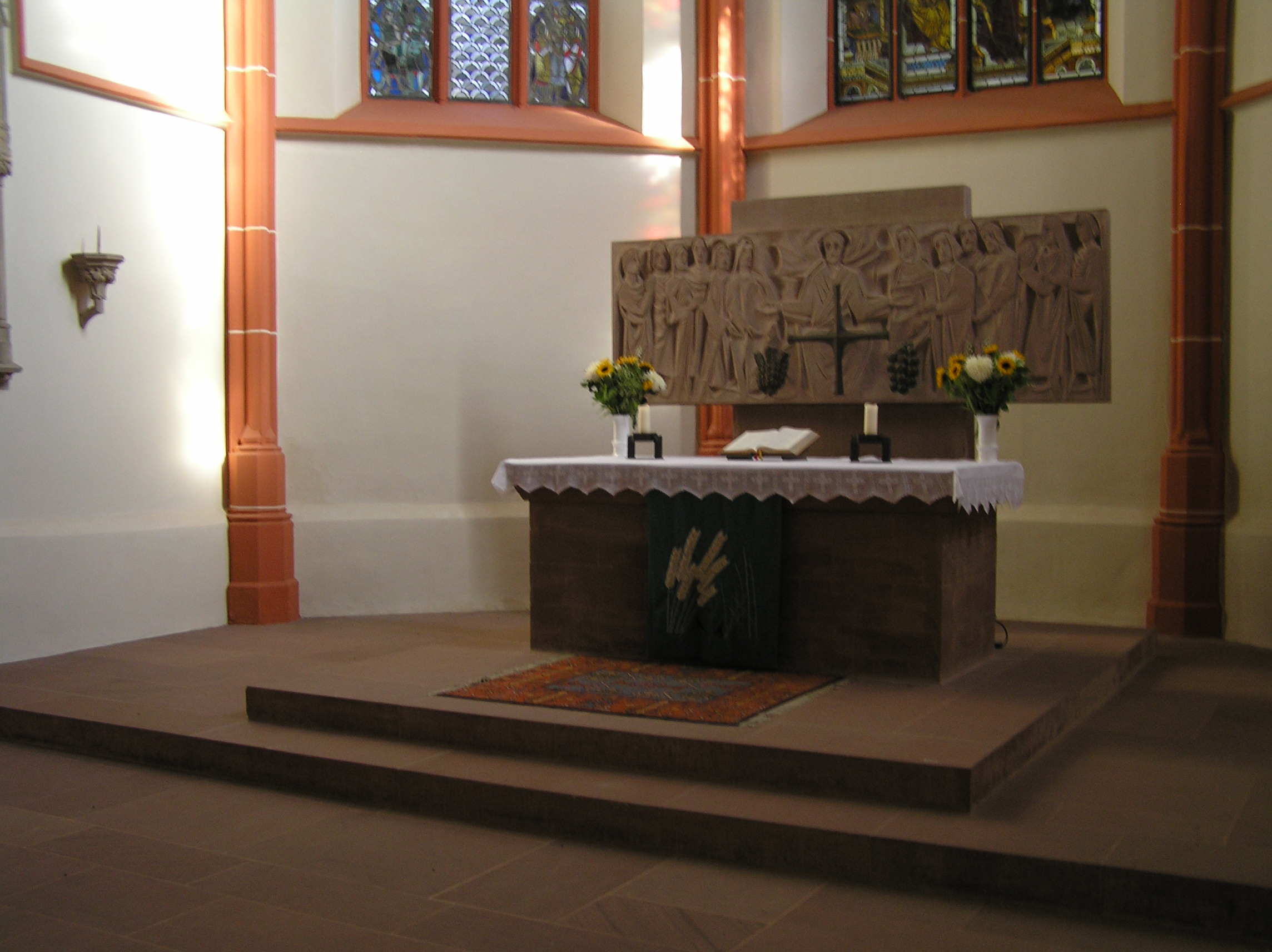
Modern altaar, Ingelheim am Rhein
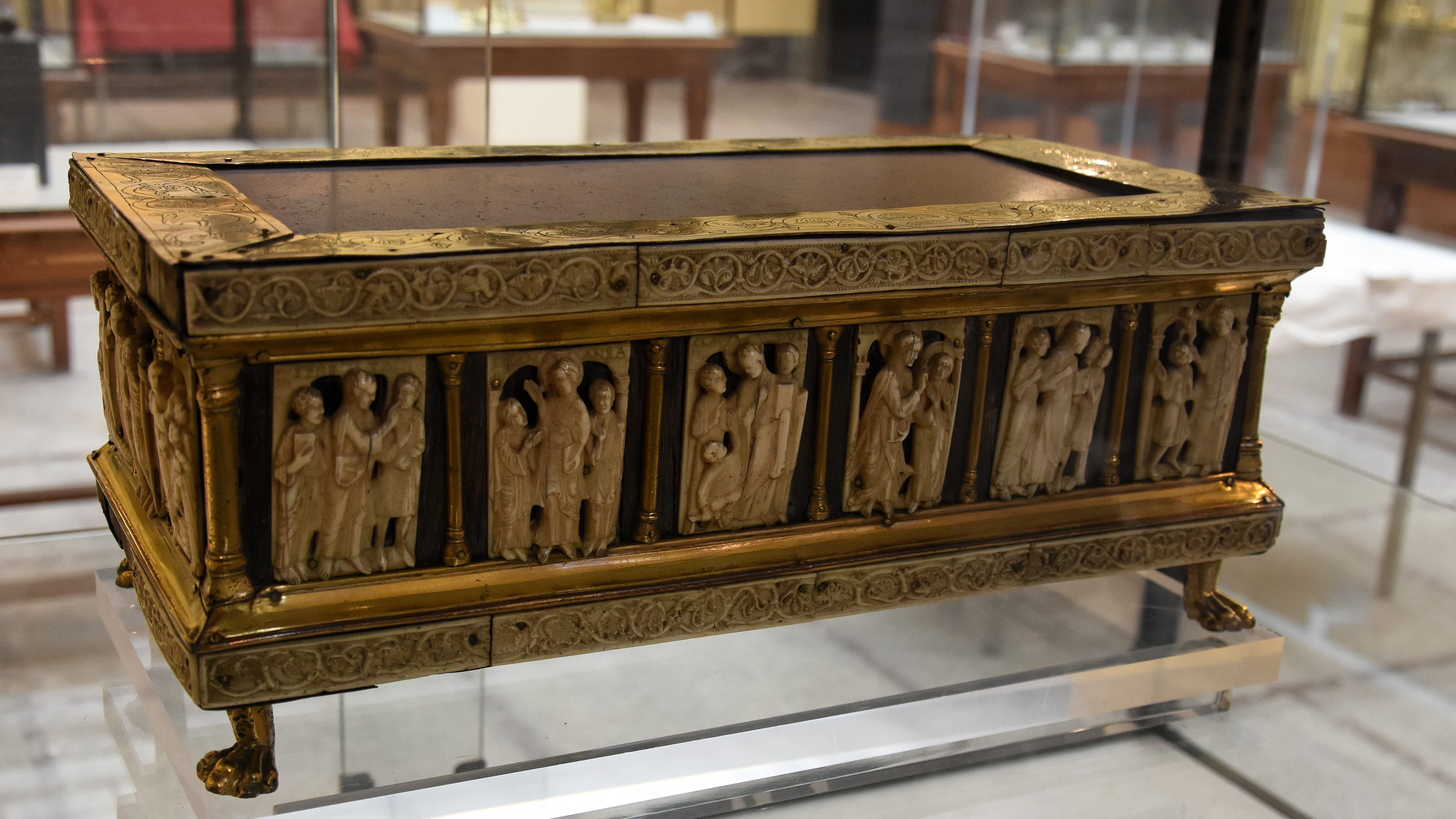
Draagaltaar (11e eeuw) Beschermde kunstschatten van de kathedraal van Namen

### Oosterse altaren

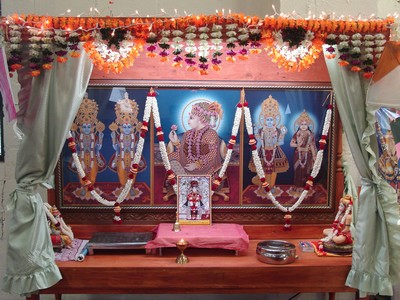
Hindoe-altaar, Parsippany, India
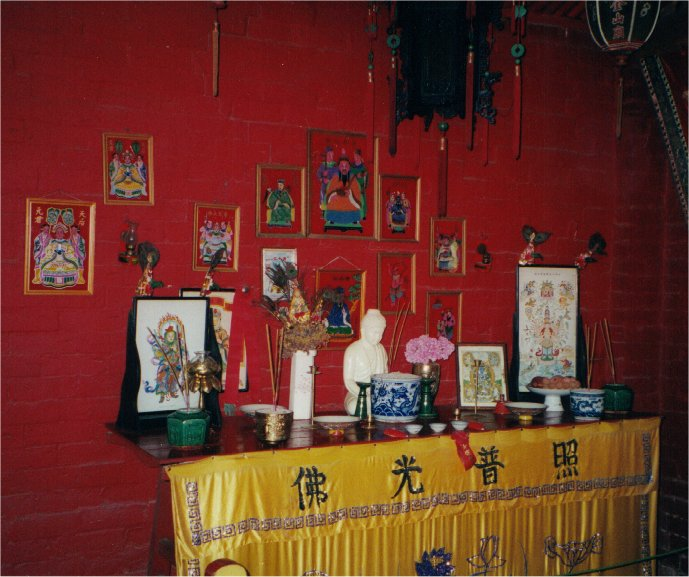
Huisaltaar (Chinese volksreligie)
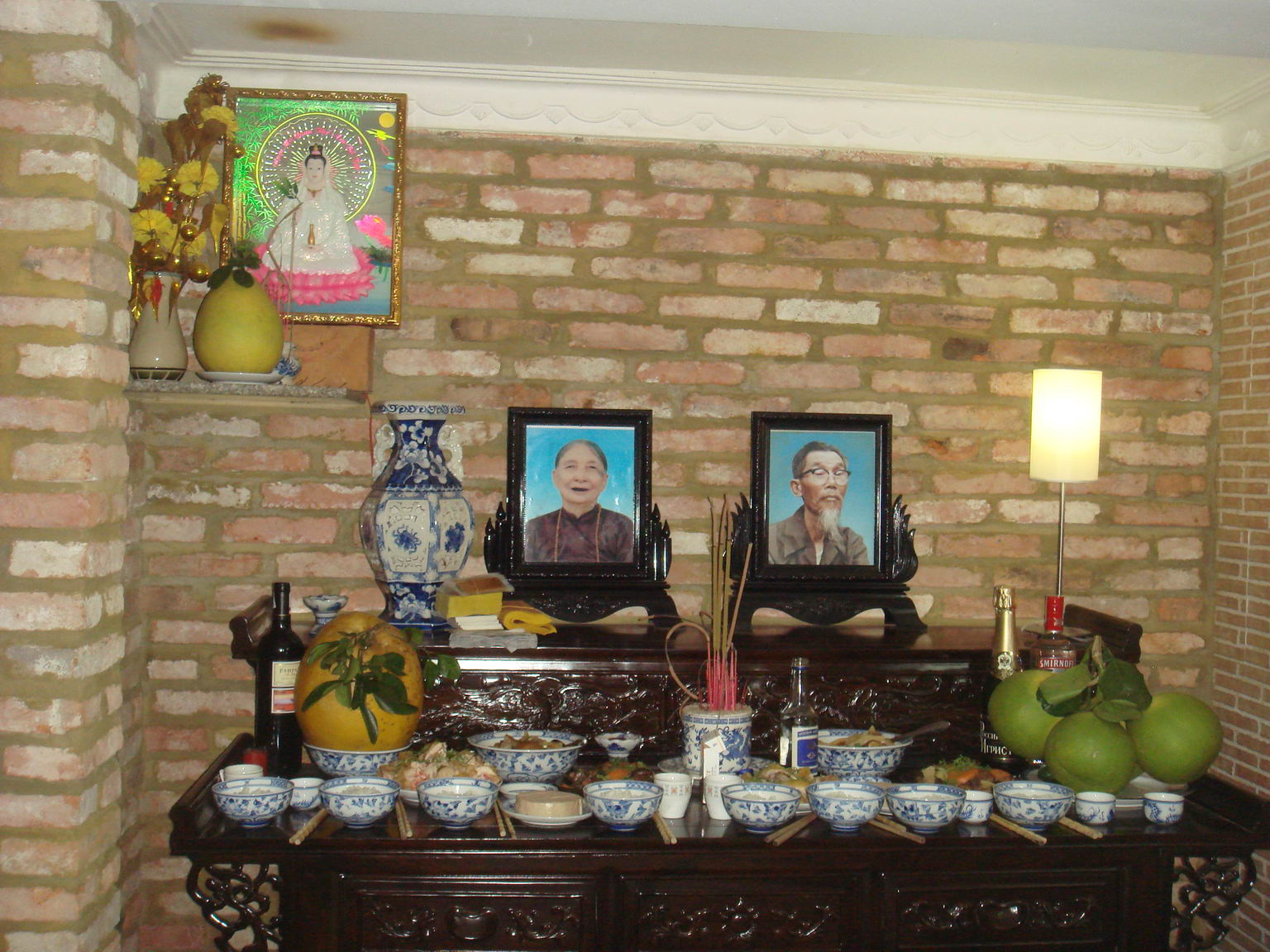
Vietnamees voorouderaltaar
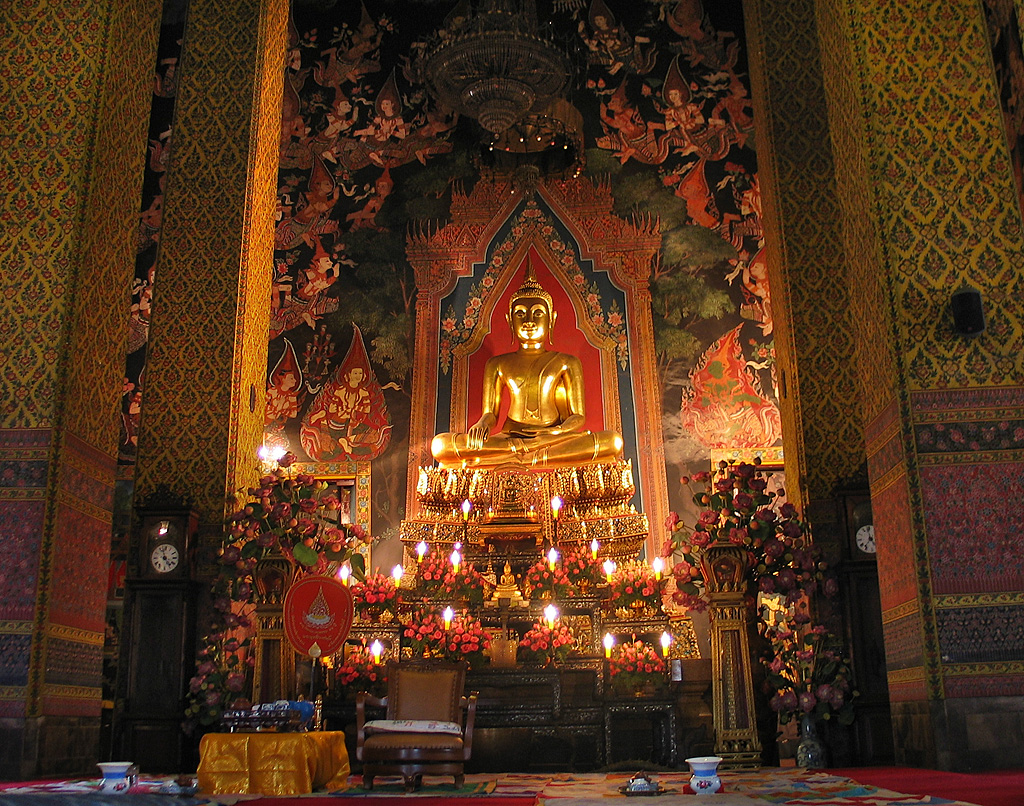
Boeddha-altaar, Bangkok, Thailand

### Overige altaren

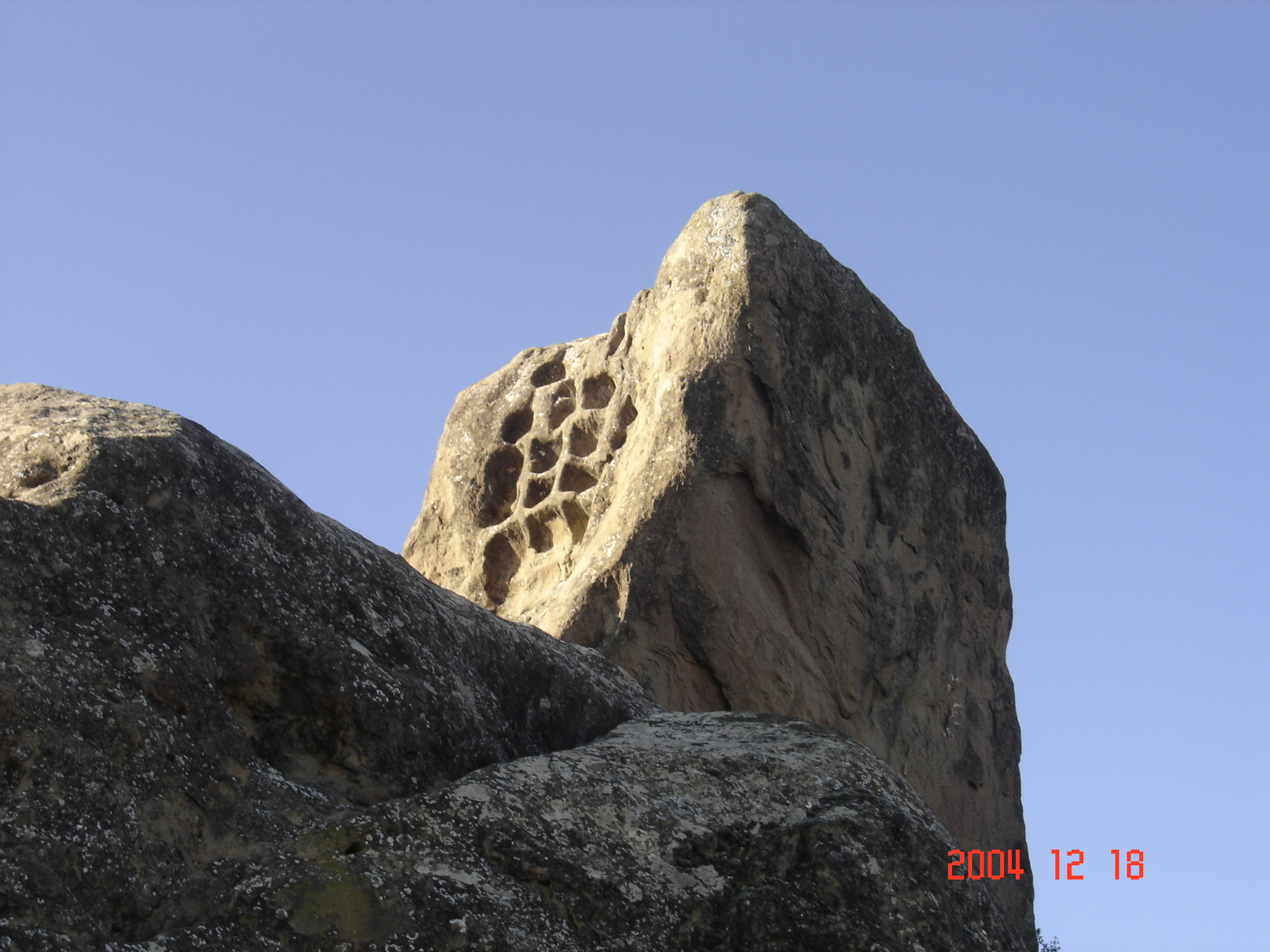
Natuuraltaar, Huesca, Spanje
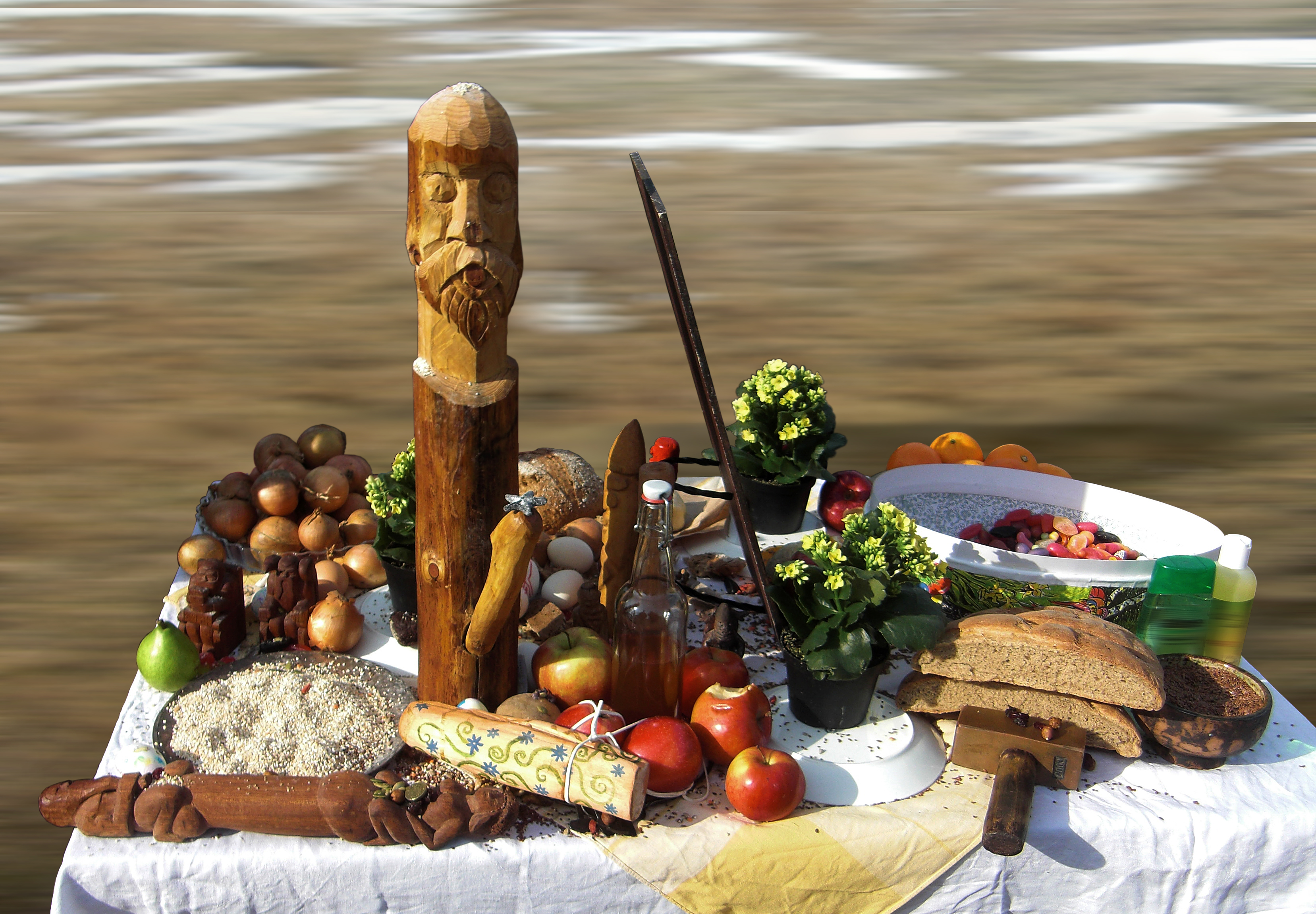
Neopaganistisch altaar, Uppsala, Zweden
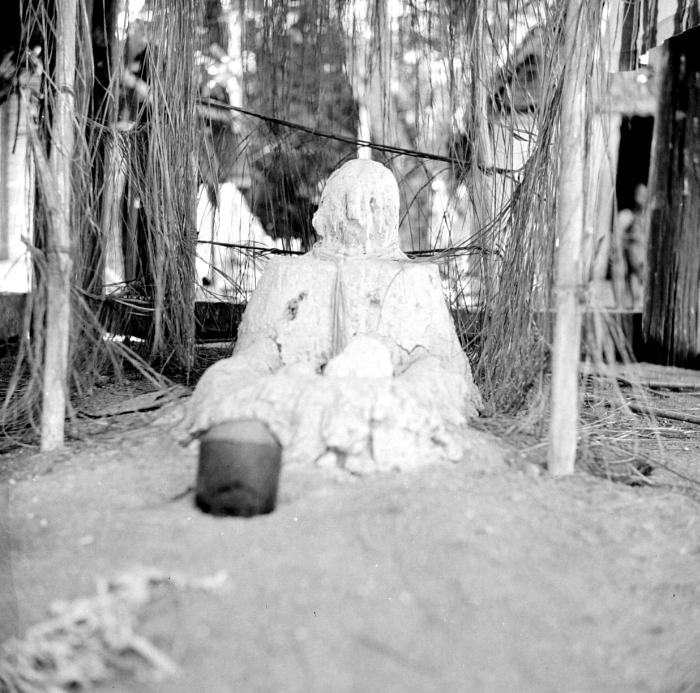
Altaar van de Marrons, Suriname
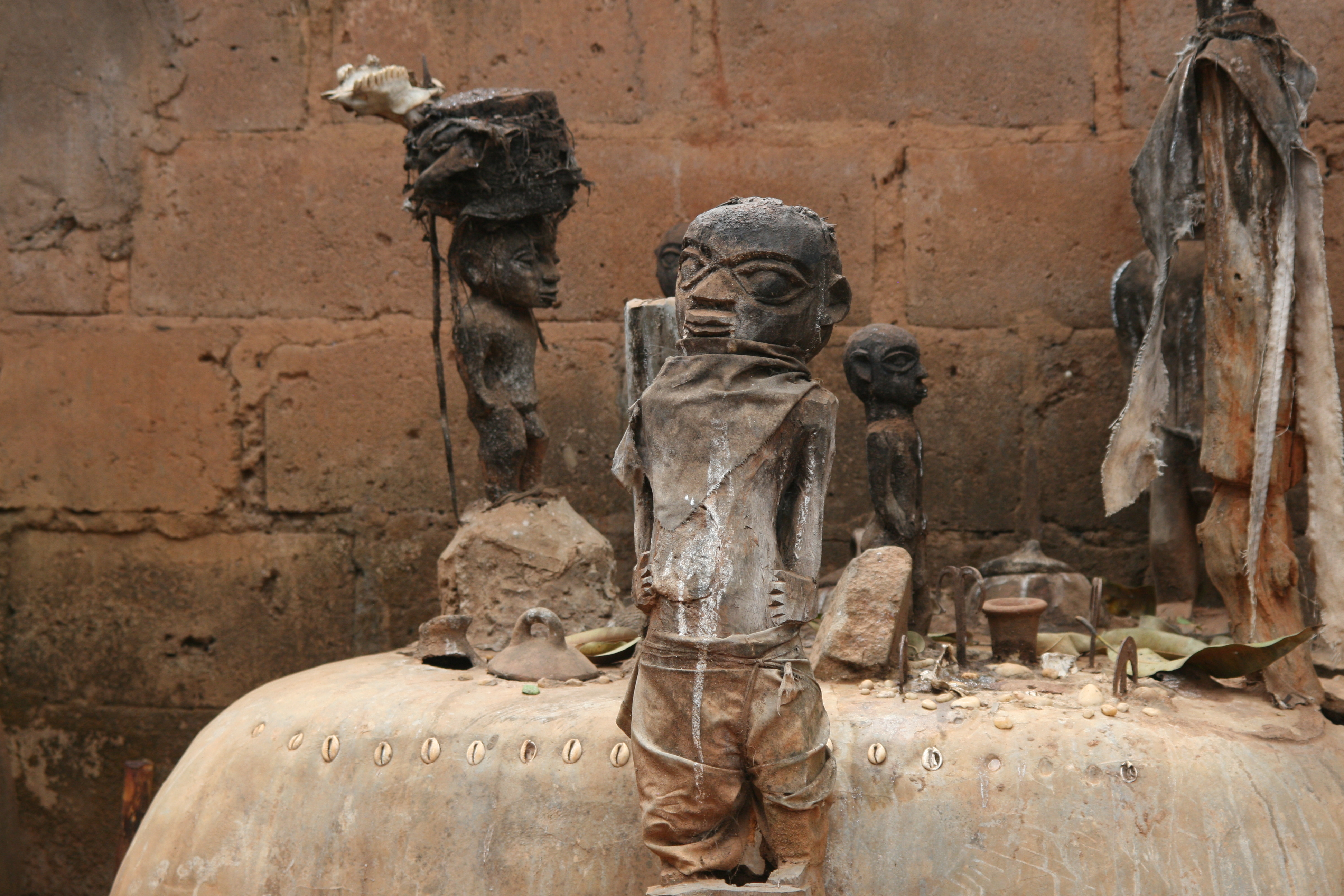
Voodoo-altaar, Abomey, Benin